# Sigismondo Tizio
Sigismondo Tizio (de’ Ticci, Ticianus) (né en 1458 à Castiglion Fiorentino, dans l'actuelle province d'Arezzo, en Toscane, alors dans la seigneurie de Florence et mort en 1528  à Sienne, dans la république de Sienne) est un érudit italien.

## Biographie
Sighismondo Tizio est né en 1458 à Castiglion Fiorentino, alors soumis à Florence, mais avec des magistratures locales partiellement autonomes. Son père, Agapito di Andrea, était notaire et occupait diverses fonctions publiques. Sa mère, Maddalena Vecchietti, est née à Florence. Il a quatre frères, tous ayant étudié et comme eux Sigismondo a pu compter sur de bons tuteurs, comme Antonio Castelli et Giovanni Tami auprès desquels il a appris le latin.
Il est appelé, à vingt ans, à faire partie du Conseil général de Castiglione, puis il s'installe à Pérouse pour y étudier le droit (1480). Son séjour à Pérouse ne dure cependant pas longtemps : les affrontements incessants entre les familles Oddi et Baglioni et, en particulier, les émeutes qui éclatent en février-mars 1482, poussent Tizio, en septembre de cette année-là, à s'installer à Sienne. Il suit les cours de droit de Giovanni Battista Caccialupi et Bulgarino Bulgarini (it) et les leçons d'éloquence de Niccolò Borghesi (it) l'un des représentants les plus influents du Monte dei Nove avec lequel il noue une amitié. Il entreprend entre 1487 et 1492 la vie ecclésiastique. La peste qui frappe Sienne durant l'été 1523 emporte beaucoup de ses amis, ainsi que deux de ses frères  durant l'été 1527
.
Au printemps de l'année suivante, la nouvelle du sac de Rome le frappe profondément qu'il est tenté d'arrêter d'écrire mais malgré la perception de sa mort imminente, il continue à travailler sur les Historiae.
Sigismondo Tizio meurt à Sienne entre la fin du mois d'août et le début du mois de décembre 1528.

## Publications
- Historiae, 7 volumes
- Historia conciliorum, dans laquelle une attention particulière a été accordée au Conseil de Constance,
- Historia barbarica, probablement commencée au début du XVIe siècle, consacrée à l'histoire de l'Orient islamique et aux explorations géographiques.
- De mundi termino , vers 1497,
- Libellus redargutionum ad cardinalem senensem, 1523.